# 寓言世界巡迴演唱會
《寓言世界巡迴演唱會》，是歌手張韶涵的第五輪巡迴演唱會，自2019年10月13日於成都五糧液成都演藝中心揭開序幕。

## 巡演場次
| 場次       | 日期           | 國家／地區 | 城市       | 場館                                              | 表演嘉賓   | 附註                                                                                           | 動員人數         |
| ---------- | -------------- | ---------- | ---------- | ------------------------------------------------- | ---------- | ---------------------------------------------------------------------------------------------- | ---------------- |
| 1          | 2019年10月13日 | 中国大陆   | 成都       | 五糧液成都演艺中心                                |            | 这一巡加入很多冷门歌曲、新歌〈引路的风筝〉和其他歌曲的首唱； 安可曲为〈快乐崇拜〉feat. 小琨    | 开放大约12,000座 |
| 2          | 2019年10月26日 | 中国大陆   | 南京       | 南京奧體中心體育館                                |            | 安可曲为〈快乐崇拜〉feat. 小琨                                                                 | 开放大约10,000座 |
| 3          | 2019年11月2日  | 中国大陆   | 海口       | 五源河体育场                                      |            | 安可曲为〈口袋的天空〉； 由于过于多人导致入场缓慢，延迟开场                                    | 开放大约27,360座 |
| 4          | 2019年11月9日  | 中国大陆   | 鄭州       | 鄭州奥體中心體育館                                |            | 安可曲为〈我的最爱〉； 首位於此場地開唱的歌手。                                                | 开放大约11,000座 |
| 5          | 2019年11月23日 | 中国大陆   | 蘇州       | 蘇州市體育中心體育場                              |            | 演唱会进行到一半时，观众突然进行求婚； 并规划上海生日场会有新歌单； 安可曲为〈我恋爱了〉       | 开放大约35,000座 |
| 6          | 2019年12月7日  | 中国大陆   | 武漢       | 武汉客厅·中国文化博览中心A馆                      |            | 安可曲為〈喜歡你沒道理〉； 更换歌单加入了很多经典曲目，引起现场大合唱                          | 开放大约10,000座 |
| 7          | 2020年1月18日  | 中国大陆   | 上海       | 梅賽德斯-奔馳文化中心                             |            | 多首新歌首唱； 安可曲为〈Faded & Titanium〉； 由于隔天是张韶涵的生日，现场大合唱生日歌为她庆祝 | 开放大约12,000座 |
| 8          | 2023年5月2日   | 中国大陆   | 南寧       | 廣西體育中心體育場                                |            | 新冠疫情以後重啟首場，舞台歌單全部更新。預售30分鐘即售罄，舞台服裝歌單全部更新                 | 开放大约45,000座 |
| 9          | 2023年5月20日  | 中国大陆   | 長沙       | 賀龍體育文化中心體育場                            |            | 開票48小时售罄                                                                                 | 开放大约45,000座 |
| 10         | 2023年5月27日  | 中国大陆   | 蘇州       | 蘇州市體育中心體育場                              |            | 開票就馬上售罄                                                                                 | 开放大约35,000座 |
| 11         | 2023年6月3日   | 中国大陆   | 義烏       | 梅湖體育中心體育場                                |            | 開票1.5小时售罄，打破女歌手售票+上座紀錄                                                       | 开放大约32,000座 |
| 12         | 2023年6月18日  | 中国大陆   | 南京       | 南京奧林匹克體育中心體育場                        |            | 開票就馬上售罄                                                                                 | 开放大约41,000座 |
| 13         | 2023年6月24日  | 中国大陆   | 太原       | 紅燈籠體育場                                      |            | 提前兩個多月售罄                                                                               | 开放大约55,000座 |
| 14         | 2023年7月8日   | 中国大陆   | 西安       | 陝西省體育場                                      |            | 打破女歌手售票+上座紀錄                                                                        | 开放大约38,000座 |
| 15         | 2023年7月15日  | 中国大陆   | 廈門       | 廈門體育中心體育場                                |            | 開票就馬上售罄                                                                                 | 开放大约32,000座 |
| 16         | 2023年7月22日  | 中国大陆   | 天津       | 天津奧林匹克體育中心體育場                        |            | 打破女歌手售票+上座紀錄                                                                        | 开放大约50,000座 |
| 17         | 2023年7月29日  | 中国大陆   | 瀋陽       | 瀋陽奧林匹克體育中心體育場                        |            | 打破女歌手售票+上座紀錄                                                                        | 开放大约45,000座 |
| 18         | 2023年8月12日  | 中国大陆   | 包头       | 包頭奧林匹克體育中心體育場                        |            | 打破當地票房+上座紀錄                                                                          | 开放大约38,000座 |
| 19         | 2023年8月19日  | 中国大陆   | 臨夏       | 臨夏奧林匹克體育中心體育場 （页面存档备份，存于） |            | 打破當地票房+上座紀錄                                                                          | 开放大约30,000座 |
| 20         | 2023年9月9日   | 中国大陆   | 武漢       | 五環體育中心體育場                                |            | 開票即秒殺                                                                                     | 开放大约32,000座 |
| 21         | 2023年9月23日  | 中国大陆   | 泉州       | 海峽體育中心體育場 （页面存档备份，存于）         |            | 開票就馬上售罄                                                                                 | 开放大约35,000座 |
| 22         | 2023年9月30日  | 中国大陆   | 成都       | 東安湖體育公園體育場                              |            | 開票即秒殺                                                                                     | 开放大约35,000座 |
| 23         | 2023年10月13日 | 中国大陆   | 深圳       | 深圳灣體育中心體育場                              |            | 開票即秒殺                                                                                     | 开放大约28,000座 |
| 24         | 2023年10月21日 | 中国大陆   | 江門       | 濱江體育中心體育場 （页面存档备份，存于）         |            | 開票就馬上售罄                                                                                 | 开放大约38,000座 |
| 25         | 2023年10月28日 | 中国大陆   | 鄭州       | 河南省體育中心體育場                              |            | 打破女歌手售票+上座紀錄                                                                        | 开放大约45,000座 |
| 26         | 2023年11月4日  | 中国大陆   | 常州       | 常州奧林匹克體育中心體育場                        |            | 打破女歌手售票+上座紀錄                                                                        | 开放大约36,000座 |
| 27         | 2023年11月18日 | 中国大陆   | 合肥       | 合肥奧林匹克體育中心體育場                        |            | 開票就馬上售罄                                                                                 | 开放大约45,000座 |
| 28         | 2023年11月25日 | 中国大陆   | 上海       | 虹口足球場                                        |            | 開票即秒殺                                                                                     | 开放大约35,000座 |
| 29         | 2023年12月2日  | 中国大陆   | 杭州       | 杭州大蓮花奧體中心體育場                          | 李大奔     | 20秒內4萬多張門票橫掃一空，打破杭州演唱會票房紀錄，成為第一位在杭州大蓮花開唱的女歌手。        | 开放大约55,000座 |
| 30         | 2023年12月9日  | 中国大陆   | 肇慶       | 肇慶新區體育中心足球場                            |            | 開票就馬上售罄                                                                                 | 开放大约32,000座 |
| 31         | 2023年12月23日 | 中国大陆   | 廣州       | 廣東奧林匹克體育中心體育場                        |            | 開票就馬上售罄                                                                                 | 开放大约35,000座 |
| 32         | 2024年1月6日   | 中国大陆   | 佛山       | 佛山世紀蓮體育中心體育場                          |            | 開票就馬上售罄                                                                                 | 开放大约33,000座 |
| 33         | 2024年1月13日  | 中国大陆   | 海口       | 五源河体育场                                      | 吳克群     | 打破女歌手售票+上座紀錄                                                                        | 开放大约40,000座 |
| 34         | 2024年1月20日  | 中国大陆   | 汕頭       | 汕頭體育中心體育場                                |            | 開票就馬上售罄                                                                                 | 开放大约32,000座 |
| 總動員人次 | 總動員人次     | 總動員人次 | 總動員人次 | 總動員人次                                        | 總動員人次 | 總動員人次                                                                                     | 約1,149,360人次  |

## 演出曲目
序 Openning：
1. 引路的風箏

Chapter 1：烏鴉喝水 The Crow and the Pitcher
1. 寓言
2. 歐若拉
3. 不後悔

Chapter 2：小馬過河 The Little Horse Crosses the River
1. 不害怕
2. 不想懂得
3. 聽見月光
4. 潘朵拉

Chapter 3：蜜蜂與玫瑰 Bee and Roses
1. 復活節
2. 吶喊
3. 忘了
4. 不痛

Chapter 4：龜兔賽跑 The Hare and the Tortoise
1. 第一頁
2. 保護色
3. That Girl
4. 真的
5. 失憶
6. 永晝 + 手心的太陽

Chapter 5：半杯水 The Glass Half Filled
1. 如河
2. 遺失的美好
3. 天分
4. 隱形的翅膀
5. 看得最遠的地方
6. 淋雨一直走

安可曲 Encore
1. 快樂崇拜（成都、南京）／口袋的天空（海口）／我的最愛（鄭州）／我戀愛了（蘇州）

序 Opening：
1. 引路的風箏

Chapter 1：烏鴉喝水 The Crow and the Pitcher
1. 寓言
2. 歐若拉
3. 不後悔

Chapter 2：小馬過河 The Little Horse Crosses the River
1. 不害怕
2. 不想懂得
3. 口袋的天空
4. 潘朵拉

Chapter 3：蜜蜂與玫瑰 Bees and Roses
1. 復活節
2. 吶喊
3. 忘了
4. 不痛

Chapter 4：龜兔賽跑 The Hare and the Tortoise
1. 第一頁
2. 保護色
3. That Girl
4. 天分
5. 如河
6. 永晝 + 手心的太陽

Chapter 5：半杯水 The Glass Half Filled
1. 親愛的那不是愛情
2. 遺失的美好
3. 隱形的翅膀
4. 我的最愛
5. 看得最遠的地方
6. 淋雨一直走

安可曲 Encore
1. 喜歡你沒道理

序 Opening：
1. 引路的風箏

Chapter 1：烏鴉喝水 The Crow and the Pitcher
1. 寓言
2. 歐若拉
3. 不後悔

Chapter 2：小馬過河 The Little Horse Crosses the River
1. 不害怕
2. 不想懂得
3. 给还没出现的你*新歌首唱
4. 潘朵拉

Chapter 3：蜜蜂與玫瑰 Bees and Roses
1. 还*新歌首唱
2. 吶喊
3. 忘了
4. 不痛

Chapter 4：龜兔賽跑 The Hare and the Tortoise
1. 因我而起*新歌首唱
2. 作势装腔*新歌首唱
3. That Girl
4. 天分
5. 如河
6. 永晝 + 手心的太陽

Chapter 5：半杯水 The Glass Half Filled
1. 亲爱的那不是爱情
2. 遺失的美好
3. 河*新歌首唱
4. 隱形的翅膀
5. 我的最爱
6. 看得最遠的地方
7. 淋雨一直走

安可曲 Encore
1. Faded + Titanium

Part 1
1. 寓言
2. 破繭
3. 口袋的天空
4. 歐若拉

Part 2：Young Seed
1. 吶喊
2. 不痛
3. 真的
4. 不害怕
5. 不想懂得
6. 親愛的那不是愛情

Part 3：Medium Glow Up
1. 引路的風箏
2. 復活節
3. 潘朵拉
4. 別
5. 忘了
6. 因我而起

Part 4：Now Ending
1. 永晝 + 手心的太陽
2. 遺失的美好
3. 隱形的翅膀
4. 都只因為你
5. 我的最愛
6. 看得最遠的地方
7. 淋雨一直走

安可曲 Encore
1. 喜歡你沒道理

Part 1
1. 寓言
2. 破繭
3. 口袋的天空
4. 歐若拉

Part 2：Young Seed
1. 吶喊
2. 不痛
3. 真的
4. 不害怕
5. 不想懂得
6. 親愛的那不是愛情

Part 3：Medium Glow Up
1. 引路的風箏
2. 復活節
3. 因我而起
4. 別
5. 潘朵拉

Part 4：Now Ending
1. 永晝 + 手心的太陽
2. 遺失的美好
3. 隱形的翅膀
4. 都只因為你
5. 我的最愛
6. 看得最遠的地方
7. 淋雨一直走

安可曲 Encore
1. 阿刁（長沙）／我戀愛了（蘇州、太原）／還記得嗎（義烏）／香水百合（南京）

Part 1
1. 寓言
2. 破繭
3. 口袋的天空
4. 歐若拉

Part 2：Young Seed
1. 吶喊
2. 不痛
3. 真的
4. 夢裡花
5. 不害怕
6. 不想懂得
7. 親愛的那不是愛情

Part 3：Medium Glow Up
1. 引路的風箏
2. 復活節
3. 因我而起
4. 別
5. 潘朵拉

Part 4：Now Ending
1. 永晝 + 手心的太陽
2. 遺失的美好
3. 隱形的翅膀
4. Journey
5. 我的最愛
6. 看得最遠的地方
7. 淋雨一直走

安可曲 Encore
1. 奉獻（西安）／Faded + Titanium（廈門）／阿刁（天津、瀋陽、包頭）／香水百合（臨夏）／河（武漢）／喜歡你沒道理（泉州）

## 外部連結
- 張韶涵寓言世界巡迴演唱會 首站成都